# Bir' (fiume)
Il Bir' (in russo Бирь?; in lingua baschira: Бөрө) è un fiume della Russia europea orientale, affluente di destra della Belaja, nel bacino della Kama. Scorre nella Repubblica del Baškortostan, nei rajon Miškinskij e Birskij. 
La sorgente del fiume si trova sull'altopiano della Ufa. Dopo circa 5 chilometri, il fiume torna sottoterra e solo nei pressi del villaggio di Maloe Nakarjakovo irrompe in superficie con una moltitudine di sorgenti. Il canale è tortuoso, largo da 5 a 20 metri, profondo da 2 a 4 metri. Il fondale è fangoso, l'acqua è pulita, la corrente è veloce. Scorre dapprima in direzione sud-occidentale, poi svolta a ovest/nord-ovest. Il Bir' ha una lunghezza di 128 km, il suo bacino è di 2 200 km². Sfocia nella Belaja a 262 km dalla foce, a nord della città di Birsk.